# Mélodies populaires (Lutosławski)
Les Mélodies populaires pour piano (en polonais Melodie Ludowe na fortepian) forment un cycle de douze pièces faciles pour piano, composées par Witold Lutosławski à partir de thèmes populaires polonais, édité en 1945 et créé en 1946.

## Contexte de composition
Au sortir de la deuxième guerre mondiale, Lutosławski partage ses activités musicales entre d'une part  son travail « sérieux » (consacré essentiellement à l'époque à la composition de sa première symphonie) et d'autre part à l'écriture de musique « fonctionnelle » lui permettant d'assurer la vie de sa famille. Sous ce terme, il regroupe une vaste quantité de travaux de commande (chansons, musiques de scène et de film, parfois créés sous le pseudonyme « Derwid ») et son travail sur des mélodies populaires. Il existe alors en Pologne une forte demande en ce sens, toute manifestation de la culture polonaise ayant été interdite par les nazis durant l'occupation allemande.
Contrairement à Béla Bartók (dont les recueils Pour les enfants sont une source d'inspiration), Lutosławski n'a pas effectué lui-même de recherche ethno-musicologique, mais utilise des chansons populaires recueillies par Jerzy Olszewski. Le recueil est une commande publique, et sera rapidement utilisé comme matériau pédagogique recommandé dans les écoles de musique publiques polonaises après sa création en 1946 par Zbigniew Drzewecki.

## Popularité du recueil
Du fait de son utilisation massive dans l'enseignement du piano en Pologne, le recueil gagne une certaine popularité et sera plusieurs fois réédité. Lutosławski réalisera par la suite un arrangement de certaines de ces pièces pour petit orchestre à cordes.
Bien que le compositeur ait volontairement cessé toute composition sur des bases folkloriques après 1957, ces pièces pour la jeunesse connaîtront un regain de popularité quelques années avant sa mort, après leur édition internationale en 1991 par les éditions britanniques Chester Music dans le recueil Album for the Young. Outre les 12 Mélodies populaires de 1945, le recueil contient aussi les 5 Bucoliques de 1952, les 3 Pièces pour les Jeunes de 1953, une Invention de 1968 et le quatre-mains Souvenir d'une Mélodie de 1957. Après cette date, certaines de ces pièces se retrouvent dans divers recueils pour les pianistes débutants (en France, on en voit par exemple dans les recueils De Bach à nos Jours aux éditions Lemoine). Les mélodies populaires ont par ailleurs été enregistrées par différents pianistes, la plupart du temps au sein d'une intégrale de l’œuvre pour piano de Lutosławski, comme l'a fait par exemple Ewa Kupiec en 2013.

## Contenu
Les titres originaux en polonais sont donnés, suivi de leur traduction française (parfois approximative) dans l'édition Chester :
1. Ach, mój Jasieńko — Oh, mon Jeannot
2. Hej, od Krakowa jadę — Hé ! C'est de Cracovie que je viens
3. Jest drożyna, jest  — Il y a un petit sentier
4. Pastereczka — La petite bergère
5. Na jabłoni jabłko wisi  — Une pomme sur le pommier
6. Od Sieradza płynie rzeka — Une rivière vient de Sieradz
7. Panie Michale — Compère Michel
8. W polu lipeńka — Le tilleul dans le champ
9. Zalotny — Coquette
10. Gaik — Le bosquet
11. Gąsior — Le jars
12. Rektor  — Le maître d'école